# Associazione Calcio Padova 1954-1955
Questa pagina raccoglie i dati riguardanti l'Associazione Calcio Padova nelle competizioni ufficiali della stagione 1954-1955.

## Stagione
Nella stagione 1954-1955 il Padova disputò il quattordicesimo campionato di Serie B della sua storia, chiudendo secondo e ottenendo la promozione in A a tre anni dall'ultima retrocessione.

## Divise
| 1ª maglia |

## Organigramma societario
Area direttiva
- Presidente: Bruno Pollazzi

Area tecnica
- Allenatore: Nereo Rocco

## Rosa
| N. |                   | Ruolo | Calciatore        |
| -- | ----------------- | ----- | ----------------- |
|    | Italia (bandiera) | P     | Giorgio Bolognesi |
|    | Italia (bandiera) | P     | Giuseppe Casari   |
|    | Italia (bandiera) | P     | Antonio Panizzolo |
|    | Italia (bandiera) | D     | Vinicio Lazzarini |
|    | Italia (bandiera) | D     | Elvio Matè        |
|    | Italia (bandiera) | D     | Edoardo Orlando   |
|    | Italia (bandiera) | D     | Benito Sarti      |
|    | Italia (bandiera) | D     | Corrado Zorzin    |
|    | Italia (bandiera) | C     | Erminio Marussi   |
|    | Italia (bandiera) | C     | Benito Meroni     |

| N. |                   | Ruolo | Calciatore          |
| -- | ----------------- | ----- | ------------------- |
|    | Italia (bandiera) | C     | Franco Mori         |
|    | Italia (bandiera) | C     | Aurelio Scagnellato |
|    | Italia (bandiera) | C     | Gastone Zanon       |
|    | Italia (bandiera) | A     | Marcello Agnoletto  |
|    | Italia (bandiera) | A     | Amedeo Bonistalli   |
|    | Italia (bandiera) | A     | Silvano Chiumento   |
|    | Italia (bandiera) | A     | Bruno Novello       |
|    | Italia (bandiera) | A     | Sergio Pison        |
|    | Italia (bandiera) | A     | Giorgio Stivanello  |
|    | Italia (bandiera) | A     | Giuliano Turatti    |

## Risultati

### Serie B

#### Girone d'andata
| Arbitro: | Bonetto (Torino) |

|                |           |                |
| Del Grosso 49’ | Marcatori | 77’ Bonistalli |

| Arbitro: | Fornari (Bologna) |

|                          |           |                 |
| Pison 41’ Bonistalli 62’ | Marcatori | 26’ Bertoni III |

| Arbitro: | Smorto (Reggio Calabria) |

|  |           |                         |
|  | Marcatori | 3’, 73’, 74’ Bonistalli |

| Arbitro: | Alterio (Roma) |

|  |           |                |
|  | Marcatori | 35’ Stivanello |

| Arbitro: | Valsecchi (Milano) |

|            |           |                |
| Zorzin 17’ | Marcatori | 42’, 86’ Perin |

| Arbitro: | Canepa (Genova) |

|                                                                    |           |                            |
| Cabas 12’ Marussi 37’ (aut.) Giammarinaro 82’ (rig.) Scarascia 87’ | Marcatori | 18’ Novello 30’ Bonistalli |

| Arbitro: | Canepa (Genova) |

|                                          |           |           |
| Stivanello 15’ Zorzin 45’ Bonistalli 74’ | Marcatori | 85’ Grisa |

| Arbitro: | Grandville (Roma) |

|                               |           |                      |
| Marchetti 31’ (aut.) Mori 85’ | Marcatori | 65’ Vizia 89’ Pomati |

| Arbitro: | Marchese (Napoli) |

|  |           |                |
|  | Marcatori | 43’ Bonistalli |

| Arbitro: | Griggi (Brescia) |

|                                 |           |                           |
| Stivanello 7’ Zorzin 65’ (rig.) | Marcatori | 40’ Bartolini 82’ Fontana |

| Arbitro: | Orlandini (Roma) |

|           |           |  |
| Motta 43’ | Marcatori |  |

| Arbitro: | Boati (Milano) |

|               |           |  |
| Stivanello 9’ | Marcatori |  |

| Arbitro: | Righi (Milano) |

|              |           |               |
| Giovetti 16’ | Marcatori | 76’ Angoletto |

| Arbitro: | Corallo (Lecce) |

|                   |           |  |
| Zorzin 60’ (rig.) | Marcatori |  |

| Arbitro: | Grillo (Afragola) |

|                               |           |  |
| Stivanello 23’, 71’ Pison 53’ | Marcatori |  |

| Arbitro: | Grandville (Roma) |

|             |           |  |
| Santoni 13’ | Marcatori |  |

| Arbitro: | Arpaia (Roma) |

|                                  |           |                       |
| Mustoni 60’ Zian 78’ Caprile 79’ | Marcatori | 90’ (rig.) Stivanello |

#### Girone di ritorno
| Arbitro: | Gambarotta (Genova) |

|                              |           |  |
| Chiumento 19’ Stivanello 33’ | Marcatori |  |

| Arbitro: | Corallo (Lecce) |

|                 |           |                |
| Bertoni III 24’ | Marcatori | 43’ Stivanello |

| Padova 20 febbraio 1955 20ª giornata | Padova         | 0 – 0 | Salernitana | Stadio Silvio Appiani\| Arbitro: \| Righi (Milano) \| |
| Arbitro:                             | Righi (Milano) |       |             |                                                       |

| Arbitro: | Boati (Milano) |

|                |           |  |
| Bonistalli 29’ | Marcatori |  |

| Arbitro: | Canepa (Genova) |

|                       |           |                     |
| Lerici 26’ Serone 60’ | Marcatori | 17’, 23’ Bonistalli |

| Arbitro: | Campanati (Milano) |

|                              |           |  |
| Chiumento 45’ Stivanello 70’ | Marcatori |  |

| Arbitro: | Griggi (Brescia) |

|                     |           |  |
| Brach 65’ Grisa 73’ | Marcatori |  |

| Arbitro: | Arpaia (Roma) |

|  |           |                              |
|  | Marcatori | 67’ Bonistalli 72’ Chiumento |

| Padova 10 aprile 1955 26ª giornata | Padova                | 0 – 0 | Marzotto Valdagno | Stadio Silvio Appiani\| Arbitro: \| Guarnaschelli (Pavia) \| |
| Arbitro:                           | Guarnaschelli (Pavia) |       |                   |                                                              |

| Parma 17 aprile 1955 27ª giornata | Parma              | 0 – 0 | Padova | Stadio Ennio Tardini\| Arbitro: \| Campanati (Milano) \| |
| Arbitro:                          | Campanati (Milano) |       |        |                                                          |

| Padova 24 aprile 1955 28ª giornata | Padova             | 0 – 0 | Lanerossi Vicenza | Stadio Silvio Appiani\| Arbitro: \| Bernardi (Bologna) \| |
| Arbitro:                           | Bernardi (Bologna) |       |                   |                                                           |

| Arbitro: | Bonetto (Torino) |

|            |           |  |
| Bersia 64’ | Marcatori |  |

| Arbitro: | Marchetti (Milano) |

|                                             |           |          |
| Novello 27’ (rig.) Bonistalli 50’, 61’, 89’ | Marcatori | 52’ Poli |

| Brescia 15 maggio 1955 31ª giornata | Brescia           | 0 – 0 | Padova | Stadium di viale Piave\| Arbitro: \| Marchese (Napoli) \| |
| Arbitro:                            | Marchese (Napoli) |       |        |                                                           |

| Arbitro: | Piemonte (Monfalcone) |

|  |           |                                        |
|  | Marcatori | 33’ Pison 40’ Agnoletto 87’ Bonistalli |

| Arbitro: | Lo Bello (Siracusa) |

|               |           |            |
| Chiumento 50’ | Marcatori | 83’ Gritti |

| Arbitro: | Orlandini (Roma) |

|                                         |           |  |
| Zorzin 48’ (rig.), 59’ (rig.) Pison 52’ | Marcatori |  |

## Statistiche

### Statistiche di squadra
| Competizione | Punti | In casa | In casa | In casa | In casa | In casa | In casa | In trasferta | In trasferta | In trasferta | In trasferta | In trasferta | In trasferta | Totale | Totale | Totale | Totale | Totale | Totale | DR  |
| Competizione | Punti | G       | V       | N       | P       | Gf      | Gs      | G            | V            | N            | P            | Gf           | Gs           | G      | V      | N      | P      | Gf     | Gs     | DR  |
| ------------ | ----- | ------- | ------- | ------- | ------- | ------- | ------- | ------------ | ------------ | ------------ | ------------ | ------------ | ------------ | ------ | ------ | ------ | ------ | ------ | ------ | --- |
| Serie B      | 42    | 17      | 10      | 6       | 1       | 28      | 10      | 17           | 5            | 6            | 6            | 18           | 17           | 34     | 15     | 12     | 7      | 46     | 27     | +19 |

### Statistiche dei giocatori[2]
| Giocatore      | Serie B  | Serie B |
| Giocatore      | Presenze | Reti    |
| -------------- | -------- | ------- |
| M. Agnoletto   | 23       | 2       |
| G. Bolognesi   | 6        | -8      |
| A. Bonistalli  | 29       | 14      |
| G. Casari      | 16       | -10     |
| S. Chiumento   | 34       | 4       |
| V. Lazzarini   | 12       | 0       |
| E. Marussi     | 8        | 0       |
| E. Matè        | 27       | 0       |
| B. Meroni      | 4        | 0       |
| F. Mori        | 34       | 1       |
| B. Novello     | 12       | 2       |
| E. Orlando     | 2        | 0       |
| A. Panizzolo   | 12       | -9      |
| S. Pison       | 33       | 4       |
| B. Sarti       | 2        | 0       |
| A. Scagnellato | 32       | 0       |
| G. Stivanello  | 33       | 12      |
| G. Turatti     | 1        | 0       |
| G. Zanon       | 22       | 0       |
| C. Zorzin      | 32       | 6       |